# Coppa COSAFA 2008
La Coppa COSAFA 2008 (2008 COSAFA Senior Challenge Cup) fu la dodicesima edizione della Coppa COSAFA, competizione calcistica per nazione organizzata dal Consiglio per le Associazioni Calcistiche dell'Africa del Sud (COSAFA). La competizione si svolse in Sudafrica dal 19 luglio al 3 agosto 2008 e vide la partecipazione di tutte le quattordici squadre aderenti: Angola, Botswana, Comore, Lesotho, Madagascar, Malawi, Mauritius, Mozambico, Namibia, Sudafrica, Seychelles, Swaziland, Zambia e Zimbabwe.

## Formula
- Qualificazioni

Nessuna fase di qualificazione. Le squadre sono qualificate direttamente alla fase finale.
- Fase finale

Fase a gruppi - Angola (65°), Zambia (68°), Sudafrica (69°), Mozambico (78°), Zimbabwe (98°) e Botswana (113°), in base alla classifica mondiale della FIFA di aprile 2008, sono qualificati direttamente alla fase a eliminazione diretta. Rimangono 8 squadre, divise in due gruppi da quattro squadre, giocano partite di sola andata. Le prime classificate si qualificano per la fase a eliminazione diretta.
Fase a eliminazione diretta - 8 squadre, giocano partite di sola andata. La vincente si laurea campione COSAFA.

## Squadre partecipanti
| Pr. | Squadra    | Data di qualificazione certa | Partecipante in quanto | Partecipazioni precedenti al torneo                             | Ultima presenza |
| --- | ---------- | ---------------------------- | ---------------------- | --------------------------------------------------------------- | --------------- |
| 1   | Angola     | -                            | Qualificata di diritto | 8 (1998, 1999, 2000, 2001, 2002, 2004, 2005, 2006)              | 2006            |
| 2   | Botswana   | -                            | Qualificata di diritto | 4 (2003, 2004, 2006, 2007)                                      | Sudafrica 2007  |
| 3   | Comore     | -                            | Qualificata di diritto | -                                                               | Esordiente      |
| 4   | Lesotho    | -                            | Qualificata di diritto | 3 (1999, 2000, 2001)                                            | 2001            |
| 5   | Madagascar | -                            | Qualificata di diritto | 2 (2002, 2003)                                                  | 2003            |
| 6   | Malawi     | -                            | Qualificata di diritto | 6 (1997, 2000, 2001, 2002, 2003, 2004)                          | 2004            |
| 7   | Mauritius  | -                            | Qualificata di diritto | 2 (2001, 2004)                                                  | 2004            |
| 8   | Mozambico  | -                            | Qualificata di diritto | 8 (1997, 1998, 1999, 2002, 2003, 2004, 2007)                    | Sudafrica 2007  |
| 9   | Namibia    | -                            | Qualificata di diritto | 4 (1997, 1998, 1999, 2000)                                      | 2000            |
| 10  | Seychelles | -                            | Qualificata di diritto | -                                                               | Esordiente      |
| 11  | Sudafrica  | -                            | Qualificata di diritto | 7 (1999, 2000, 2001, 2002, 2003, 2004, 2005, 2007)              | Sudafrica 2007  |
| 12  | Swaziland  | -                            | Qualificata di diritto | 6 (1999, 2000, 2001, 2002, 2003, 2004)                          | 2004            |
| 13  | Zambia     | -                            | Qualificata di diritto | 10 (1997, 1998, 1999, 2000, 2001, 2002, 2003, 2005, 2006, 2007) | Sudafrica 2007  |
| 14  | Zimbabwe   | -                            | Qualificata di diritto | 9 (1998, 1999, 2000, 2001, 2002, 2003, 2004, 2005, 2006)        | 2006            |

Nella sezione "partecipazioni precedenti al torneo", le date in grassetto indicano che la nazione ha vinto quella edizione del torneo, mentre le date in corsivo indicano la nazione ospitante.

## Fase finale

### Fase a gruppi

#### Gruppo A

##### Classifica
| Pos | Squadra    | P.ti | G | V | N | P | GF | GS | DR |
| --- | ---------- | ---- | - | - | - | - | -- | -- | -- |
| 1   | Madagascar | 5    | 3 | 1 | 2 | 0 | 4  | 3  | +1 |
| 2   | Swaziland  | 5    | 3 | 1 | 2 | 0 | 3  | 2  | +1 |
| 3   | Seychelles | 4    | 3 | 1 | 1 | 1 | 8  | 2  | +6 |
| 4   | Mauritius  | 1    | 3 | 0 | 1 | 2 | 2  | 10 | -8 |

##### Risultati
| Arbitro: | Nhlapo |

|            |           |                |
| Robson 65’ | Marcatori | 39’ P. Dlamini |

| Arbitro: | Kaoma |

|  |           |                                                               |
|  | Marcatori | 14’ Laporte 35’, 51’, 59’, 88’ Zialor 66’ Anacoura 87’ Poiret |

| Arbitro: | Kaoma |

|                    |           |           |
| Rabenandrasana 23’ | Marcatori | 48’ Denis |

| Arbitro: | Nhlapo |

|              |           |              |
| Marmitte 35’ | Marcatori | 51’ Mazibuko |

| Arbitro: | Marange |

|                                      |           |               |
| Rabenandrasana 52’ Rabemananjara 63’ | Marcatori | 34’ Marquette |

| Arbitro: | Katjimune |

|  |           |                |
|  | Marcatori | 90’ M. Dlamini |

#### Gruppo B

##### Classifica
| Pos | Squadra | P.ti | G | V | N | P | GF | GS | DR |
| --- | ------- | ---- | - | - | - | - | -- | -- | -- |
| 1   | Namibia | 7    | 3 | 2 | 1 | 0 | 5  | 1  | +4 |
| 2   | Malawi  | 6    | 3 | 2 | 0 | 1 | 2  | 1  | +1 |
| 3   | Lesotho | 4    | 3 | 1 | 1 | 1 | 2  | 2  | 0  |
| 4   | Comore  | 0    | 3 | 0 | 0 | 3 | 0  | 5  | -5 |

##### Risultati
| Arbitro: | Seechurn |

|  |           |             |
|  | Marcatori | 77’ Msowoya |

| Arbitro: | Labrosse |

|  |           |                            |
|  | Marcatori | 25’ Kaimbi 53’, 74’ Jacobs |

| Arbitro: | Marange |

|  |           |             |
|  | Marcatori | 62’ Kondowe |

| Arbitro: | Seechurn |

|             |           |                |
| Thabane 83’ | Marcatori | 25’ Ngatjizeko |

| Arbitro: | Marange |

|  |           |            |
|  | Marcatori | 52’ Kaimbi |

| Arbitro: | Labrosse |

|  |           |            |
|  | Marcatori | 50’ Lesesa |

### Fase a eliminazione diretta

#### Tabellone
|  | Quarti di finale | Quarti di finale | Quarti di finale |           |            | Semifinali | Semifinali | Semifinali |        |                 | Finale          | Finale          | Finale |  |
|  |                  |                  |                  |           |            |            |            |            |        |                 |                 |                 |        |  |
|  | Sudafrica        | Sudafrica        | 1                |           |            |            |            |            |        |                 |                 |                 |        |  |
|  | Sudafrica        | Sudafrica        | 1                |           |            |            |            |            |        |                 |                 |                 |        |  |
|  | Namibia          | Namibia          | 0                |           |            |            |            |            |        |                 |                 |                 |        |  |
|  | Namibia          | Namibia          | 0                |           | Sudafrica  | Sudafrica  | 1          |            |        |                 |                 |                 |        |  |
|  |                  |                  |                  |           | Sudafrica  | Sudafrica  | 1          |            |        |                 |                 |                 |        |  |
|  |                  |                  | Zambia           | Zambia    | 0          |            |            |            |        |                 |                 |                 |        |  |
|  | Zambia           | Zambia           | Zambia           | Zambia    | 0          | 0 (5)      |            |            |        |                 |                 |                 |        |  |
|  | Zambia           | Zambia           |                  |           |            |            |            |            |        |                 |                 |                 |        |  |
|  | Zimbabwe         | Zimbabwe         | 0 (4)            |           |            |            |            |            |        |                 |                 |                 |        |  |
|  | Zimbabwe         | Zimbabwe         | 0 (4)            |           | Sudafrica  | Sudafrica  | 2          |            |        |                 |                 |                 |        |  |
|  |                  |                  |                  |           |            |            |            |            |        |                 |                 |                 |        |  |
|  |                  |                  | Mozambico        | Mozambico | 1          |            |            |            |        |                 |                 |                 |        |  |
|  | Angola           | Angola           | Mozambico        | Mozambico | 1          | 0          |            |            |        |                 |                 |                 |        |  |
|  | Angola           | Angola           |                  |           |            | 0          |            |            |        |                 |                 |                 |        |  |
|  | Madagascar       | Madagascar       | 1                |           |            |            |            |            |        |                 |                 |                 |        |  |
|  | Madagascar       | Madagascar       | 1                |           | Madagascar | Madagascar | 1          |            |        | Finale 3º posto | Finale 3º posto | Finale 3º posto |        |  |
|  |                  |                  |                  |           | Madagascar | Madagascar | 1          |            |        |                 |                 |                 |        |  |
|  |                  |                  | Mozambico        | Mozambico | 2          |            |            |            |        |                 |                 |                 |        |  |
|  | Botswana         | Botswana         | Mozambico        | Mozambico | 2          | 0          |            |            | Zambia | Zambia          | 2               |                 |        |  |
|  | Botswana         | Botswana         |                  |           |            |            |            |            | Zambia | Zambia          | 2               |                 |        |  |
|  | Mozambico        | Mozambico        | 2                |           |            | Madagascar | Madagascar | 0          |        |                 |                 |                 |        |  |

#### Quarti di finale
| Arbitro: | Labrosse |

|              |           |  |
| Mahamutsa 7’ | Marcatori |  |

| Arbitro: | Marange |

|  |           |                   |
|  | Marcatori | 22’ Rabemananjara |

| Arbitro: | Nhlapo |

|                                      |                      |                                           |
| Tana Kombe Kasonde Hachilensa Mweene | Tiri di rigore 5 – 4 | Banda Meleka Chiutsa Malajila Chikwaikwai |

| Arbitro: | Katjimune |

|  |           |                   |
|  | Marcatori | 18’ Hagi 89’ Nito |

#### Semifinali
| Arbitro: | Marange |

|                   |           |                        |
| Rabemananjara 24’ | Marcatori | 19’ Tico-Tico 66’ Hagi |

| Arbitro: | Labrosse |

|                |           |  |
| Tsutsulupa 14’ | Marcatori |  |

#### Finale 3º posto
| Arbitro: | Marange |

|  |           |                      |
|  | Marcatori | 56’ Mayuka 70’ Kombe |

#### Finale
| Arbitro: | Andriamiharisoa |

|                  |           |          |
| Fransch 18’, 60’ | Marcatori | 89’ Nito |